# Campionato brasiliano di rugby a 15 2024
Il Campionato brasiliano di rugby 2024 ((PT)  Campeonato Brasileiro de Rugby de 2024) o Super12 è stata una competizione promossa dalla CBRu (Confederação Brasileira de Rugby), com 12 squadre partecipanti.

Per la seconda volta nella sua storia, Jacareí è campione brasiliano di rugby a 15. Il club della Vale do Paraíba dello stato di San Paolo è diventato campione battendo nella finale, i Gauchos del Farrapos con il risultato di 26 a 15.

## Formula del torneo
La formula è la stessa della stagione passata.
1ª fase
3 gruppi da 4 squadre con girone all'italiana, le prime disputano il girone Exagonal per il titolo, le ultime due disputano il torneo Qualificatório per la permanenza nel Super12.
2ª fase
Exagonal, le sei squadre si affrontano in torneo con gare di solo andata. Le prime due classificate disputano la finale.

## Squadre partecipanti

### Girone A
| Squadra     | Città           | Stato             |
| ----------- | --------------- | ----------------- |
| Charrua     | Porto Alegre    | Rio Grande do Sul |
| Desterro    | Florianópolis   | Santa Catarina    |
| Joaca Rugby | Florianópolis   | Santa Catarina    |
| Farrapos    | Bento Gonçalves | Rio Grande do Sul |

### Girone B
| Squadra          | Città      | Stato     |
| ---------------- | ---------- | --------- |
| Curitiba         | Curitiba   | Paraná    |
| Jacareí          | Jacareí    | São Paulo |
| Piracicaba Rugby | Piracicaba | San Paolo |
| Poli Rugby       | San Paolo  | San Paolo |

### Girone C
| Squadra  | Città               | Stato          |
| -------- | ------------------- | -------------- |
| Niterói  | Niterói             | Rio de Janeiro |
| Pasteur  | San Paolo           | San Paolo      |
| São José | São José dos Campos | San Paolo      |
| SPAC     | San Paolo           | San Paolo      |

## Prima Fase

### Girone A
|            | 1ª giornata      |         |
| ---------- | ---------------- | ------- |
| 01/06/2024 | Joaca - Farrapos | 14 - 26 |
| 08/06/2024 | Desterro - Joaca | 5 - 23  |

|            | 4ª giornata         |        |
| ---------- | ------------------- | ------ |
| 13/07/2024 | Joaca - Charrua     | 37 - 7 |
| 13/07/2024 | Desterro - Farrapos | 3 - 48 |

|            | 2ª giornata        |         |
| ---------- | ------------------ | ------- |
| 15/06/2024 | Farrapos - Charrua | 35 - 12 |
| 22/06/2024 | Farrapos - Joaca   | 36 - 15 |

|            | 5ª giornata        |         |
| ---------- | ------------------ | ------- |
| 20/07/2024 | Charrua - Desterro | 21 - 8  |
| 27/07/2024 | Joaca - Desterro   | 17 - 15 |

|            | 3ª giornata         |         |
| ---------- | ------------------- | ------- |
| 22/06/2024 | Desterro -Charrua   | 24 - 22 |
| 06/07/2024 | Farrapos - Desterro | 43 - 7  |

|            | 6ª giornata       |         |
| ---------- | ----------------- | ------- |
| 27/07/2024 | Charrua -Farrapos | 7 - 50  |
| 03/08/2024 | Charrua - Joaca   | 38 - 21 |

#### Classifica
| Pos | Squadra     | G | V | N | P | PF  | PS  | DP   | BMP | Pt |
| --- | ----------- | - | - | - | - | --- | --- | ---- | --- | -- |
| 1   | Farrapos    | 6 | 6 | 0 | 0 | 238 | 58  | +180 | 6   | 30 |
| 2   | Joaca Rugby | 6 | 3 | 0 | 3 | 127 | 127 | 0    | 1   | 13 |
| 3   | Charrua     | 6 | 2 | 0 | 4 | 107 | 175 | −68  | 2   | 10 |
| 4   | Desterro    | 6 | 1 | 0 | 5 | 62  | 174 | −112 | 2   | 6  |

### Girone B
|            | 1ª giornata        |         |
| ---------- | ------------------ | ------- |
| 04/05/2024 | Jacareí - Curitiba | 43 - 20 |
| 04/05/2024 | Piracicaba - Poli  | 7 - 61  |

|            | 4ª giornata        |         |
| ---------- | ------------------ | ------- |
| 15/06/2024 | Curitiba - Jacareí | 26 - 26 |
| 15/06/2024 | Poli - Piracicaba  | 53 - 13 |

|            | 2ª giornata           |         |
| ---------- | --------------------- | ------- |
| 18/05/2024 | Poli - Jacareí        | 32 - 13 |
| 18/05/2024 | Piracicaba - Curitiba | 19 - 52 |

|            | 5ª giornata           |         |
| ---------- | --------------------- | ------- |
| 06/07/2024 | Jacareí - Poli        | 23 - 29 |
| 06/07/2024 | Curitiba - Piracicaba | 49 - 10 |

|            | 3ª giornata         |         |
| ---------- | ------------------- | ------- |
| 08/06/2024 | Jacareí -Piracicaba | 65 - 7  |
| 08/06/2024 | Curitiba - Poli     | 19 - 34 |

|            | 6ª giornata          |        |
| ---------- | -------------------- | ------ |
| 20/07/2024 | Poli -Curitiba       | 36 - 6 |
| 20/07/2024 | Piracicaba - Jacareí | 0 - 78 |

#### Classifica
| Pos | Squadra          | G | V | N | P | PF  | PS  | DP   | BMP | Pt |
| --- | ---------------- | - | - | - | - | --- | --- | ---- | --- | -- |
| 1   | Poli Rugby       | 6 | 6 | 0 | 0 | 245 | 81  | +164 | 6   | 30 |
| 2   | Jacareí          | 6 | 3 | 1 | 2 | 248 | 114 | +134 | 5   | 19 |
| 3   | Curitiba         | 6 | 2 | 1 | 3 | 172 | 168 | +4   | 3   | 13 |
| 4   | Piracicaba Rugby | 6 | 0 | 0 | 6 | 56  | 358 | −302 | 0   | 0  |

### Girone C
|            | 1ª giornata       |         |
| ---------- | ----------------- | ------- |
| 04/05/2024 | Niterói - Pasteur | 0 - 27  |
| 04/05/2024 | São José - SPAC   | 18 - 18 |

|            | 4ª giornata       |         |
| ---------- | ----------------- | ------- |
| 15/06/2024 | Pasteur - Niterói | 34 - 7  |
| 15/06/2024 | SPAC - São José   | 29 - 10 |

|            | 2ª giornata        |         |
| ---------- | ------------------ | ------- |
| 18/05/2024 | São José - Pasteur | 16 - 55 |
| 18/05/2024 | Niterói - SPAC     | 7 - 41  |

|            | 5ª giornata        |         |
| ---------- | ------------------ | ------- |
| 06/07/2024 | Pasteur - São José | 26 - 15 |
| 06/07/2024 | SPAC - Niterói     | 66 - 21 |

|            | 3ª giornata        |         |
| ---------- | ------------------ | ------- |
| 08/06/2024 | SPAC -Pasteur      | 24 - 36 |
| 08/06/2024 | São José - Niterói | 29 - 20 |

|            | 6ª giornata        |         |
| ---------- | ------------------ | ------- |
| 20/07/2024 | Pasteur -SPAC      | 36 - 28 |
| 20/07/2024 | Niterói - São José | 29 - 40 |

#### Classifica
| Pos | Squadra  | G | V | N | P | PF  | PS  | DP   | BMP | Pt |
| --- | -------- | - | - | - | - | --- | --- | ---- | --- | -- |
| 1   | Pasteur  | 6 | 6 | 0 | 0 | 214 | 90  | +124 | 6   | 30 |
| 2   | SPAC     | 6 | 3 | 1 | 2 | 206 | 128 | +78  | 4   | 18 |
| 3   | São José | 6 | 2 | 1 | 3 | 128 | 177 | −49  | 2   | 12 |
| 4   | Niterói  | 6 | 0 | 0 | 6 | 84  | 237 | −153 | 1   | 1  |

## Seconda fase

### Hexagonal

#### 1ª giornata
| Guarulhos 10 agosto 2024 | Pasteur | 19 – 22 | SPAC | SESI Guarulhos |

| San Paolo 10 agosto 2024 | Poli Rugby | 6 – 20 | Jacareí | Clube Atletico São Paulo |

| Bento Gonçalves 10 agosto 2024 | Farrapos | 77 – 12 | Joaca Rugby | Estádio da Montanha |

#### 2ª giornata
| Jacareí 17 agosto 2024 | Jacareí | 20 – 3 | Farrapos | Campo do Balneario |

| Florianópolis 17 agosto 2024 | Joaca Rugby | 11 – 42 | Pasteur | UFSC Tapera |

| San Paolo 17 agosto 2024 | SPAC | 41 – 14 | Poli Rugby | Clube Atletico São Paulo |

#### 3ª giornata
| Guarulhos 31 agosto 2024 | Pasteur | 40 – 3 | Jacareí | SESI Guarulhos |

| Bento Gonçalves 31 agosto 2024 | Farrapos | 22 – 26 | Poli Rugby | Estádio da Montanha |

| San Paolo 31 agosto 2024 | SPAC | 40 – 20 | Joaca Rugby | Clube Atletico São Paulo |

#### 4ª giornata
| Bento Gonçalves 14 settembre 2024 | Farrapos | 26 – 22 | SPAC | Estádio da Montanha |

| Florianópolis 14 settembre 2024 | Joaca Rugby | 10 – 27 | Jacareí | UFSC Tapera |

| San Paolo 14 settembre 2024 | Poli Rugby | 22 – 36 | Pasteur | CEPEUSP |

#### 5ª giornata
| San Paolo 21 settembre 2024 | Poli Rugby | 47 – 0 | Joaca Rugby | CEPEUSP |

| Jacareí 21 settembre 2024 | Jacareí | 23 – 6 | SPAC | Campo do Balneario |

| San Paolo 5 ottobre 2024 | Pasteur | 19 – 38 | Farrapos | Clube Atletico São Paulo |

#### Classifica
| Pos | Squadra     | G | V | N | P | PF  | PS  | DP   | BMP | Pt |
| --- | ----------- | - | - | - | - | --- | --- | ---- | --- | -- |
| 1   | Jacareí     | 5 | 4 | 0 | 1 | 93  | 65  | +28  | 1   | 17 |
| 2   | Farrapos    | 5 | 3 | 0 | 2 | 166 | 99  | +67  | 5   | 17 |
| 3   | SPAC        | 5 | 3 | 0 | 2 | 131 | 102 | +29  | 4   | 16 |
| 4   | Pasteur     | 5 | 3 | 0 | 2 | 156 | 96  | +60  | 4   | 16 |
| 5   | Poli Rugby  | 5 | 2 | 0 | 3 | 115 | 119 | −4   | 2   | 10 |
| 6   | Joaca Rugby | 5 | 0 | 0 | 5 | 53  | 233 | −180 | 0   | 0  |

### Verdetti del torneoQualificatório
| Retrocedono alla seconda divisione brasiliana di Rugby 2025 | Piracicaba Rugby |
| Promosse al Super 12 2005                                   | Engenharia/Leões |

## Finale
| Jacareí 12 ottobre 2024 | Jacareí | 26 – 15                         | Farrapos | Campo do Balneário |
| 18’ Felipe Da Silva 38’ Piero Pozzi 44’ Nicolas De Azevedo 64’ Brayan Carriel mt 9’ Guilherme Coghetto 8’ Pierro 19’, 40’, 45’ Nicolas De Azevedo tr 9’ Facundo Rodrigo c.p. 41’ Facundo Rodrigo |         |                                 |          |                    |
| |         |                                 |          |                    |
| 18’ Felipe Da Silva 38’ Piero Pozzi 44’ Nicolas De Azevedo 64’ Brayan Carriel | mt      | 9’ Guilherme Coghetto 8’ Pierro |          |                    |
| 19’, 40’, 45’ Nicolas De Azevedo | tr      | 9’ Facundo Rodrigo              |          |                    |
| | c.p.    | 41’ Facundo Rodrigo             |          |                    |